# Прапор Левена
Прапор Левена складається з трьох горизонтальних смуг червоного, білого та червоного кольорів.  Це офіційні кольори Левена, столиці провінції Фламандський Брабант, і в цьому порядку кольорів вони представлені на гербі Левена та на прапорі Фламандського Брабанту. 
Прапор був офіційно затверджений муніципальною радою 2 жовтня 1978 року. 2 квітня 1979 року він був підтверджений королівським указом і остаточно опублікований 16 червня 1979 року в офіційному бельгійському державному віснику. Цей процес повторився понад десять років потому, коли муніципальна рада схвалила прапор 18 листопада 1996 року, уряд Фландрії підтвердив рішення 7 січня 1997 року та нарешті воно було опублікуване в офіційній бельгійській газеті 25 березня 1997 року.
Згідно з легендою, це поєднання кольорів відноситься до битви з вікінгами в 891 році. Тоді Арнульф Каринтійський завдав нищівної поразки вікінгам. Кажуть, під час битви пролилося стільки крові, що два береги Дейле стали червоними (дві червоні смуги), між якими текла річка (біла смуга). Насправді прапор Левена має кольори Нижньої Лотарингії і, мабуть, не старше 13 століття.

Офіційно прапор описується так: 
Три однаково високі смуги червоного, білого і червоного кольорів.
Цей муніципальний прапор ідентичний прапору Буйона та прапору Австрії.

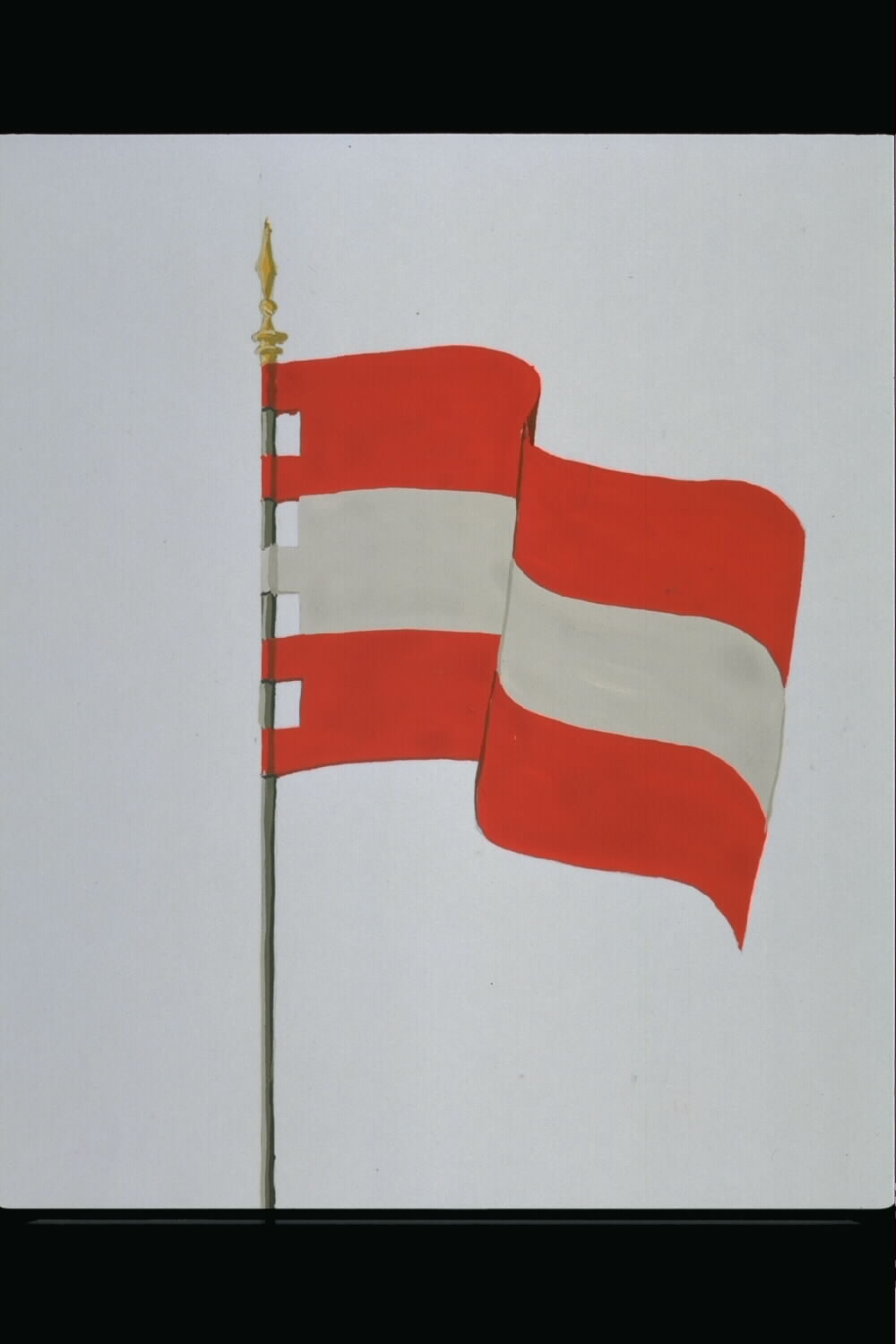
Офіційний малюнок прапора
Прапор Австрії